# Fiat 1800/2100
Los Fiat 1800 y 2100, son una familia de automóviles producidos por FIAT desde 1959 hasta 1968 en versiones berlina, cupé y familiar. Fuera de Italia los SEAT 1400 "C" y SEAT 1500 pertenecieron a la misma familia.

## Origen
El proyecto del Fiat «sei posti», decididamente grande y con motores de seis cilindros en línea se origina en 1954 para sustituir al Fiat 1400/1900 que había sido el primer Fiat con carrocería autoportante y que mantenía aún vigencia por su gran tamaño interior y confort de marcha. El pliego inicial conocido internamente como tipo 111 era muy ambicioso, planteándose inicialmente el uso de un motor de cuatro cilindros para sustituir al Fiat 1400 y otro de ocho cilindros para sustituir al Fiat 1900 -en un primer momento el dos litros V8 del Fiat 8V (1954-56), descartado dado su alto coste unitario en favor del V8 2.3 del Simca Vedette, de la que Fiat era accionista mayoritario-. Finalmente se opta por un único motor diseñado en la propia casa y siempre con seis cilindros para sustituir tanto a los 1400 como a los 1900 que aprovechaba el utillaje de los cuatro cilindros y cuya construcción modular se adaptaba a múltiples cilindradas, inicialmente como 1800 (1795 cm³, 75 CV) y 2100 (2054 cm³, 82 CV)
Otra de las novedades del nuevo modelo fue la suspensión, adoptándose una elaborada suspensión delantera por triángulos superpuestos que empleaba por primera vez en Fiat barras de torsión como resorte, manteniendo en el tren posterior una evolución del semicantilever de origen Cisitalia 202 (1947-1952), ya visto en los 1400/1900. 
Paralelamente, como parte del acuerdo de fabricación con SEAT, se desarrolla una versión especial con el motor de cuatro cilindros y el puente delantero procedentes del antiguo Fiat 1400 B Speciale (tipo 101). Esta variante dará lugar al SEAT 1400 "C", sin equivalente Fiat.
Según el proyecto avanza y se convierte en el tipo 112 definitivo se abandonan las líneas pontón al estilo del Fiat 1400/1900 Peugeot 403 que aún se mantenían en los primeros bocetos, a favor de una estética sobria y muy moderna, obra del propio Dante Giacosa siguiendo la moda "americana" del diseño italiano de finales de los años cincuenta con evidente influencia del Alfa Romeo 2000 (Carrozzería Touring, Milán 1957) y del Lancia Flaminia, (Pininfarina, Turín 1957).
Muy similares fueron también los trabajos de Pininfarina para la British Motor Corporation en 1959, o para el Peugeot 404 un año después. Destacó en particular la versión familiar con la misma línea americana armoniosa y ligera que introdujo el concepto de wagon de lujo enfocado al ocio en Europa.
El 2300 fue sustituido en 1969 por el muy exclusivo Fiat 130. Dos años antes fue lanzado el Fiat 125, derivado del Fiat 1500 C que sustituyó indirectamente a los Fiat 1800 y 1500 L. Fuera de Italia, el Seat 1500 se mantuvo en producción hasta su sustitución en 1972.

## Evolución
Una vez aparecido el nuevo cinco plazas tipo 116 Fiat 1300/1500 se remodeló la gama superior en 1961 con la segunda serie (Fiat 1800 "B"/2300/1500L) que incluía una importante serie de modificaciones en el chasis y mecánica procedentes del 116. Entre ellas la más importante fue el abandono de la suspensión trasera tipo Fiat 1400, en la que el eje rígido utilizaba muelles como elemento elástico y unas ballestas cuartoelípticas en semicantilever como brazos de empuje y reacción que al mismo tiempo actuaban de elemento estabilizador y era guiado por una barra panhard, en favor de una suspensión convencional por ballestas semielípticas con barra estabilizadora. Otra importante novedad fue la introducción del motor de cuatro cilindros y 1481 cc y 72CV diseñado por Aurelio Lampredi, primero como "Fiat taxi 1500" de 1961 con la potencia reducida a 60 CV por motivos fiscales y un año después como Fiat 1500 L  (con "L" por Lunga -largo-, para diferenciarlo del Fiat 1500), ya como versión normal de cuatro cilindros del 1800B.

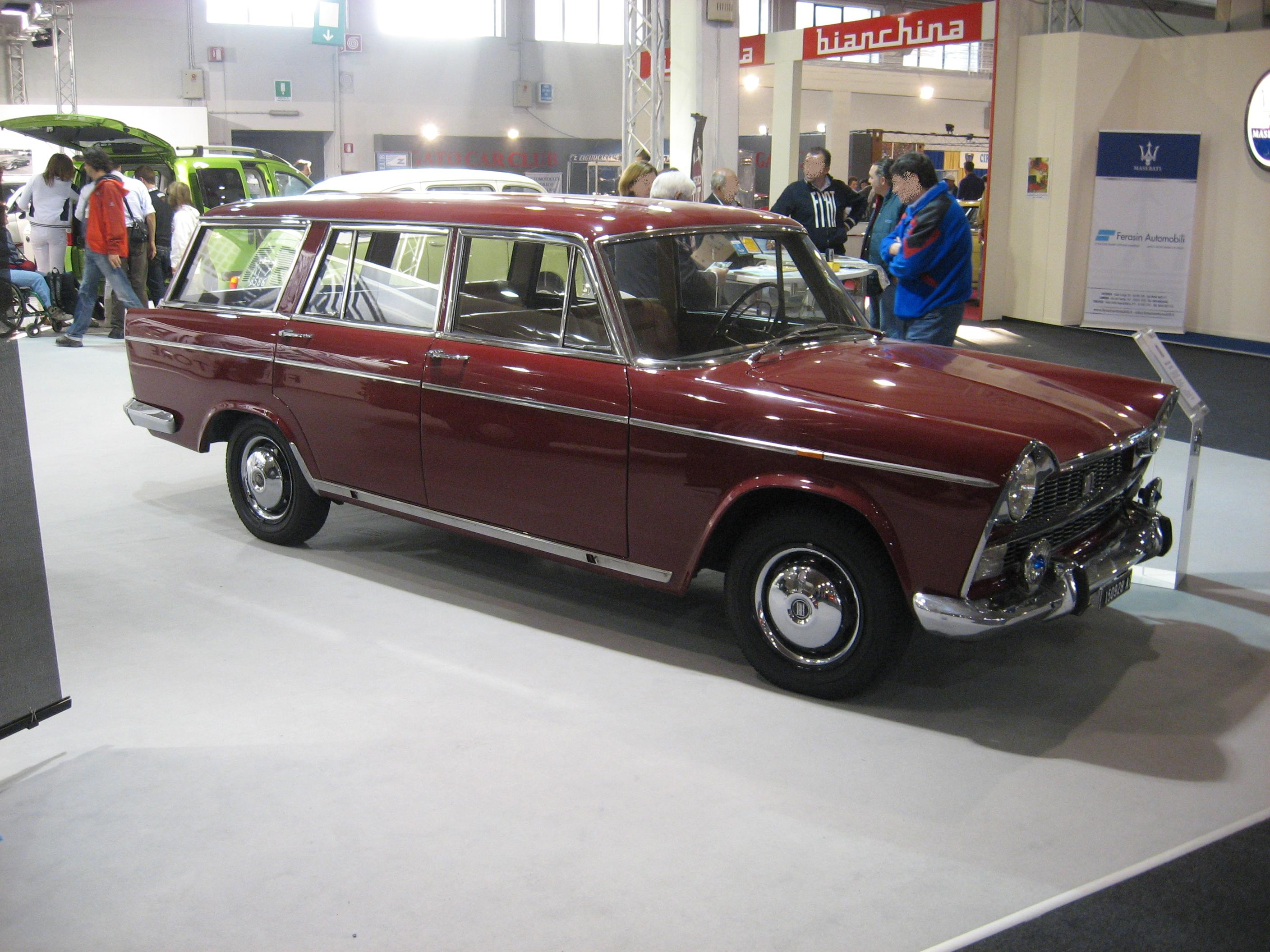
El gran familiar, denominado Giardinetta en la primera serie, disponible con los mismos motores de 1800 y 2100 cm³ (1960)

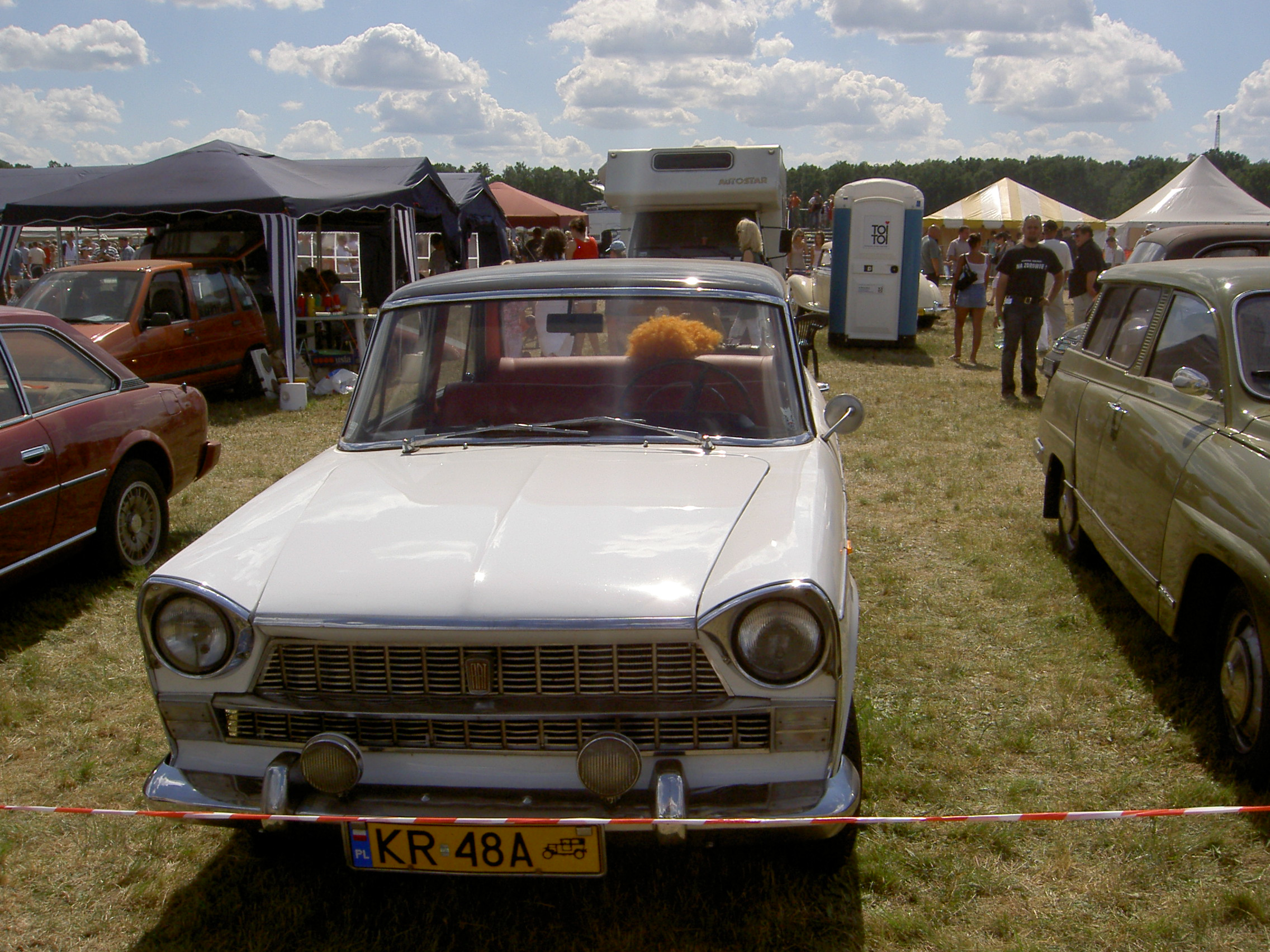
Fiat 1800

Hubo tres series;

### Serie inicial 59-61, tipo 112. 1800/2100
Berlina, junto a carrocerías Giardinetta -familiar-, Speciale -batalla larga- y President -para jefes de Estado-. La versión de batalla alargada en 8cm Fiat 2100 Speciale cuenta con un frontal de cuatro faros distinto del luego visto en los 2300 de series posteriores, abundantes cromados y finalmente las opciones de una transmisión semiautomática con embrague centrífugo "saxomat" u overdrive (este solo para el 2100) .

### Segunda serie 61-63 ( tipo 112a)
Conocidos como 1500L/1800B/2300[20] sedán, junto a carrocerías Familiare, Speciale -batalla larga- y Cupé [21]. 

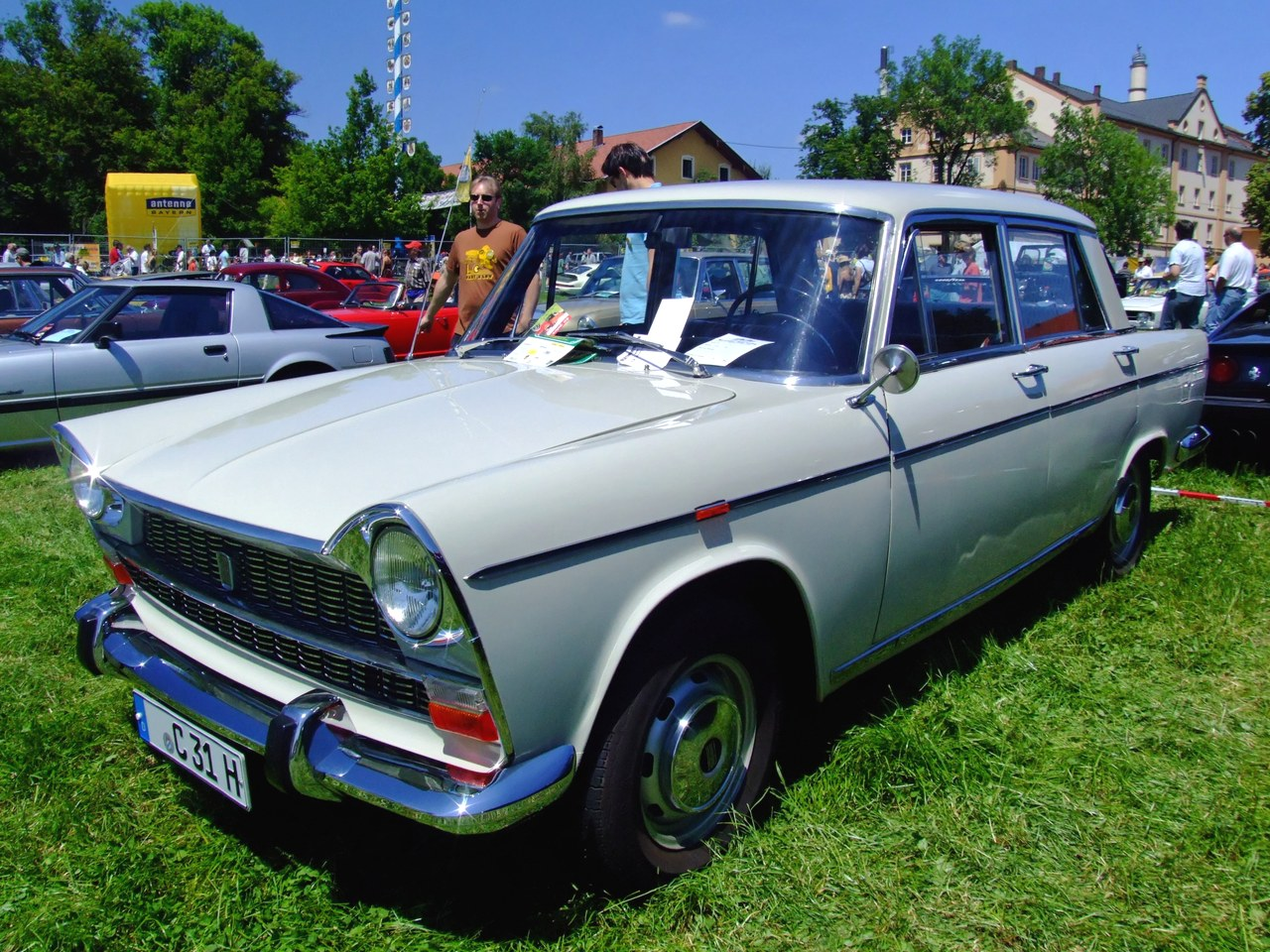
Fiat 1500L

 El 2300 estrena el motor de 2279 cc y 105 CV (motor 114B) y el 1800 que aumenta además su potencia a 86 CV (motor 112B). Incorporan algunas de las novedades de su hermano pequeño el Fiat 1300/1500 unificando ciertos componentes -como el frontal "bifaro" para el 2300-, y abandonando la suspensión trasera en semicantilever a favor de una suspensión convencional por ballestas semielípticas que hace ganar espacio en el maletero -cuyo fondo baja 12 cm en los familiares-, manteniéndose la suspensión delantera por brazos de torsión. Los frenos pasan a ser de disco con servo -que es más potente en el 2300 con acumulador de vacío-, modificaciones en la dirección. Interiores con nuevo salpicadero con bocas de aire laterales y reubicación de interruptores, asientos nuevos en tela y distintos en 1800 y 2300. Se mantienen las opciones del saxomat y el overdrive. El 2300 Speciale mantiene su frontal diferenciado contando además con asientos individuales, e incluso elevalunas eléctricos en opción.

### Tercera serie 63-68 ( tipo 112a)

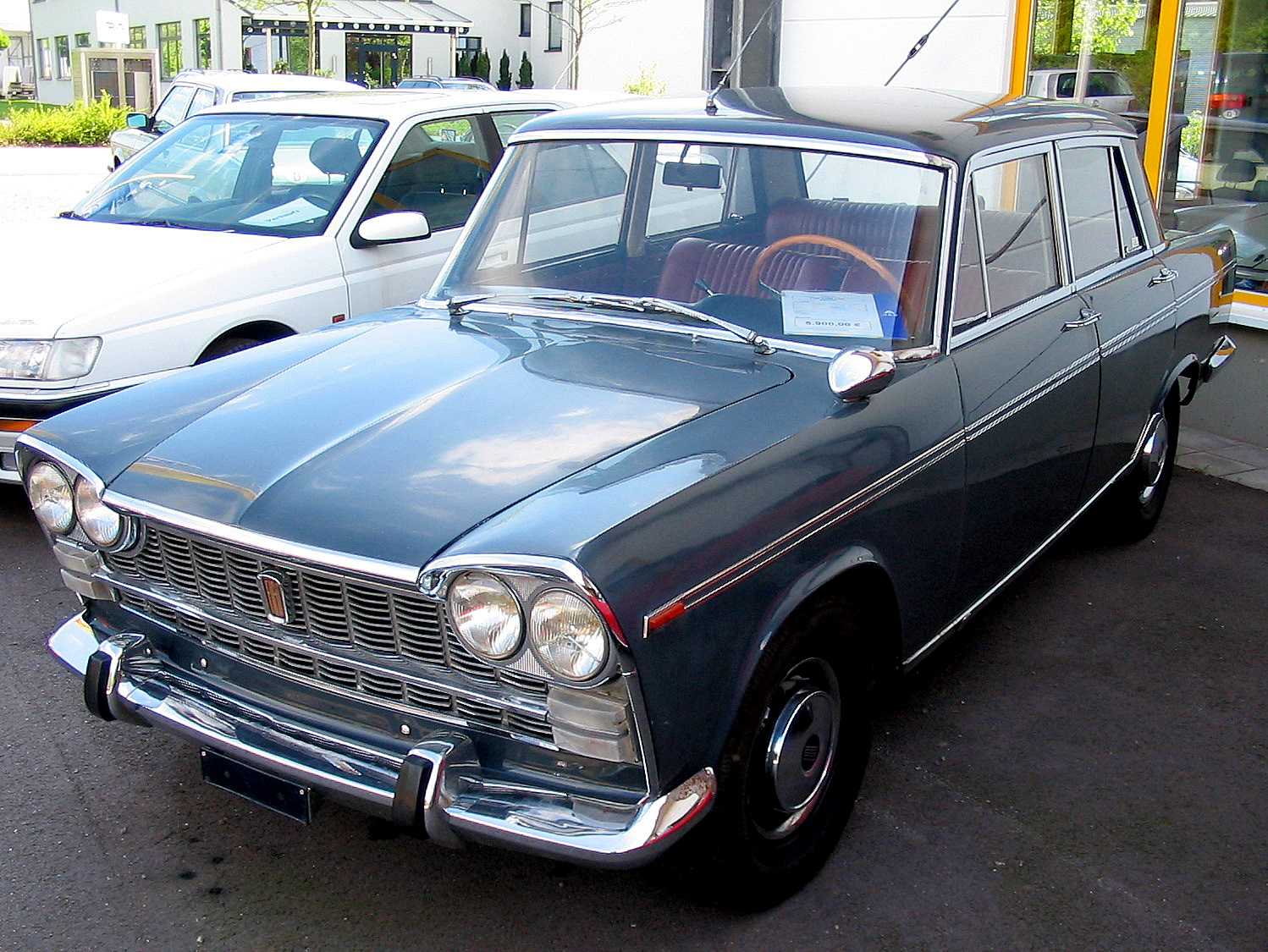
Fiat 2300

1500L/1800B/2300 Lusso/De Luxe sedán, junto a carrocerías Familiare y Cupé. Desaparece la versión de batalla larga y en muchos mercados el 1800 ante el empuje del 1500L.  
El 2300 Lusso se diferencia aún más del 1800 ocupando de algún modo el lugar del desaparecido Speciale para lo que incorpora un reestyling trasero con la tapa del maletero más angulosa, y unos nuevos pilotos posteriores. Todos montan eje de dirección y articulaciones libres de mantenimiento, alternador, frenos con doble circuito y servofreno. En el interior los asientos delanteros pasan a ser independientes, el desempañado de la luneta trasera se hace por resistencia térmica y se montan pilotos de advertencia de apertura de puertas. Las potencias evolucionan hasta los 136 CV en los cupés y las opciones se modernizan manteniéndose el overdrive y ofreciéndose a partir de 1966 una transmisión totalmente automática de tres velocidades en lugar del saxomat, la servodirección o el aire acondicionado.
El 1800 pese a su vocación internacional tuvo un éxito limitado. En Italia sucedió al 1400/1900, con su carrocería apta para seis plazas adultas, motores de seis y luego de cuatro cilindros en línea y unos precios perfectamente escalonados con el resto de la gama Fiat, pero no supuso una gran revolución en un mercado donde las altas cilindradas estaban penalizadas fiscalmente, pese a que modelos de su tamaño -Flaminia y Alfa romeo 2300- casi duplicaban su precio. En mercados exteriores competiría con los Simca Vedette y Arianne, Opel Kapitän, o los Borgward Isabella, cosechando un moderado éxito sin duda condicionado por la aparición del superventas Fiat 1300/1500-, alcanzando una producción total estimada en unas 150.000 unidades, de las que solo 30.000 corresponden a la primera serie.

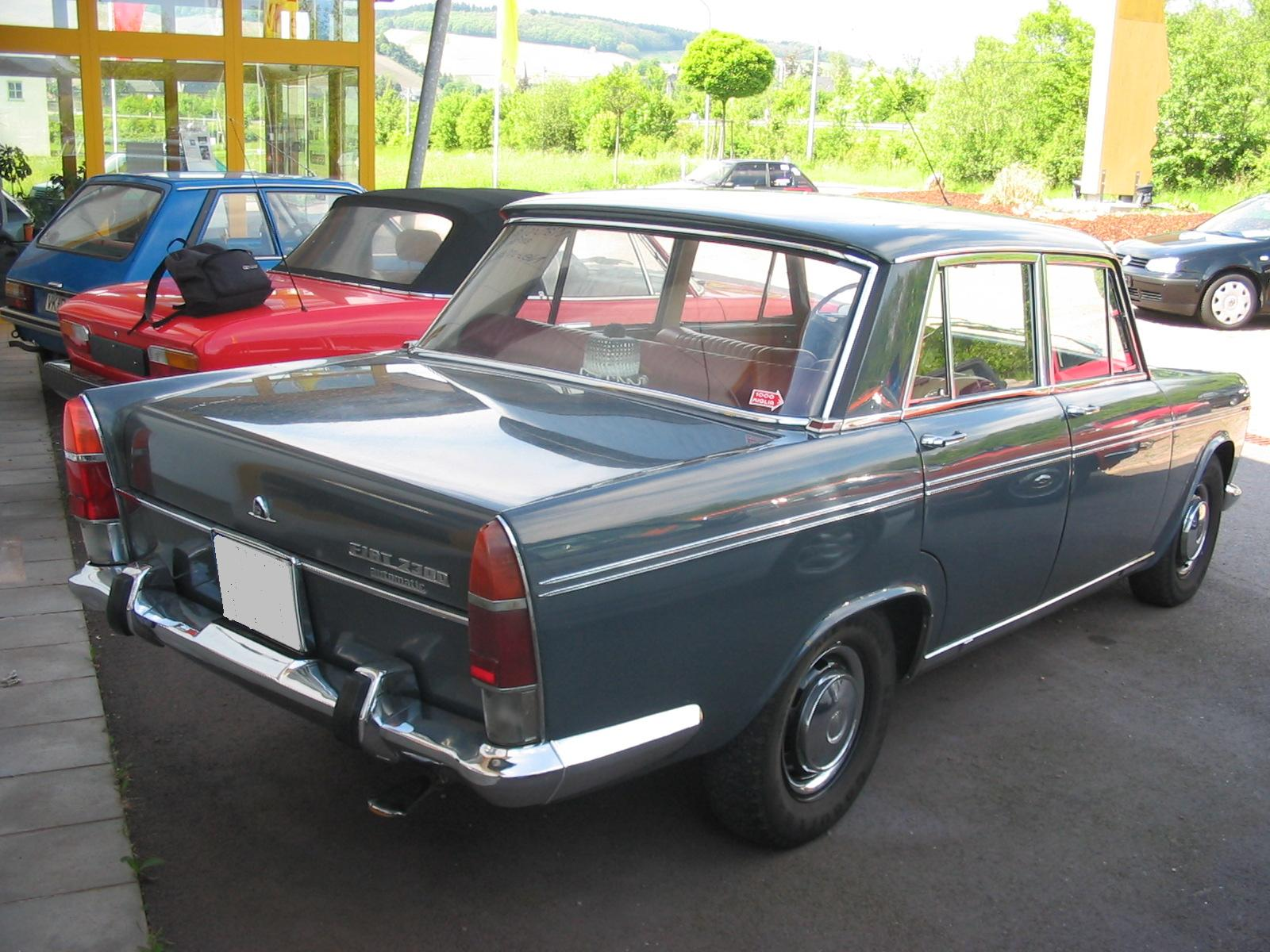
Fiat 2300 Sedán 3ª Serie
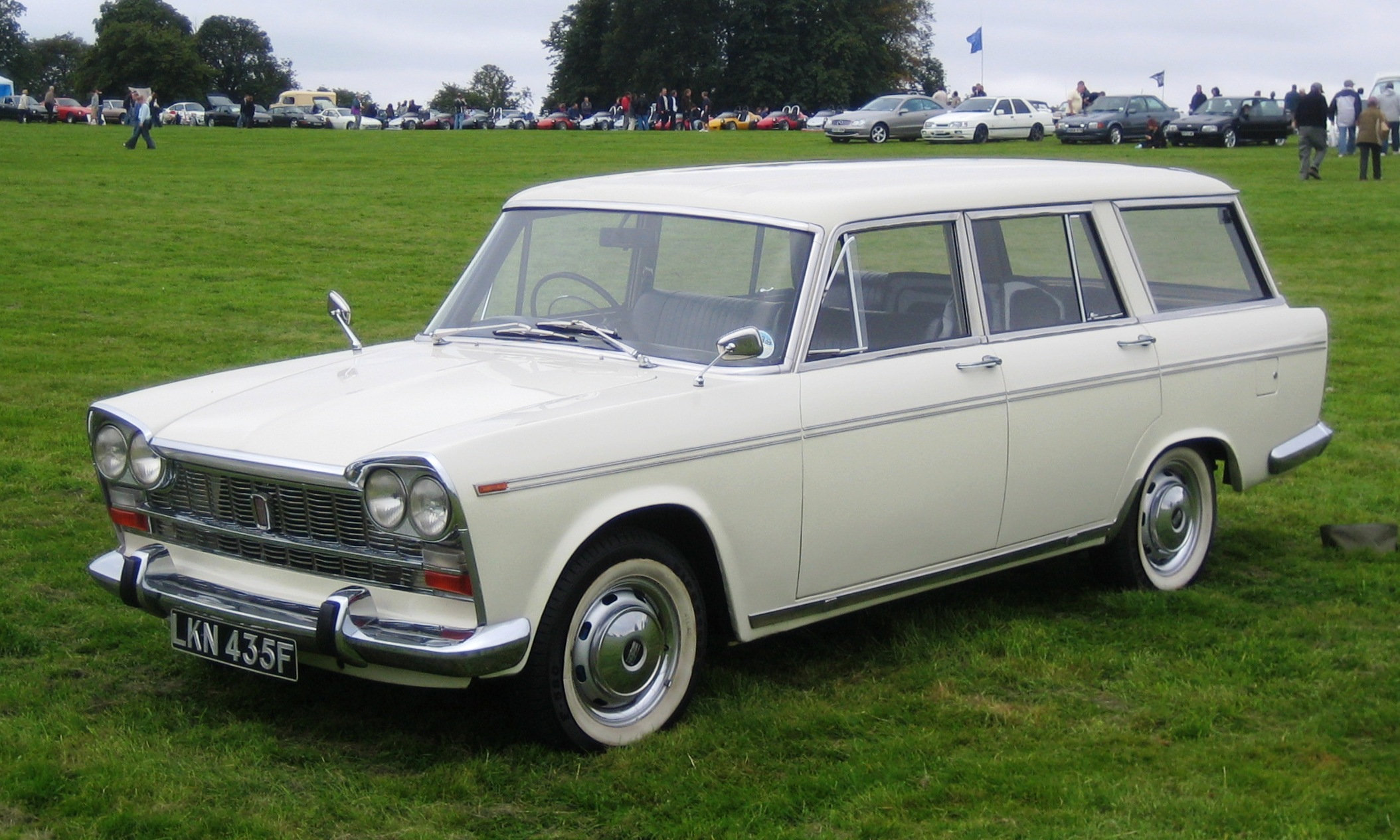
Fiat 2300 Familiare 3ª Serie(1968)
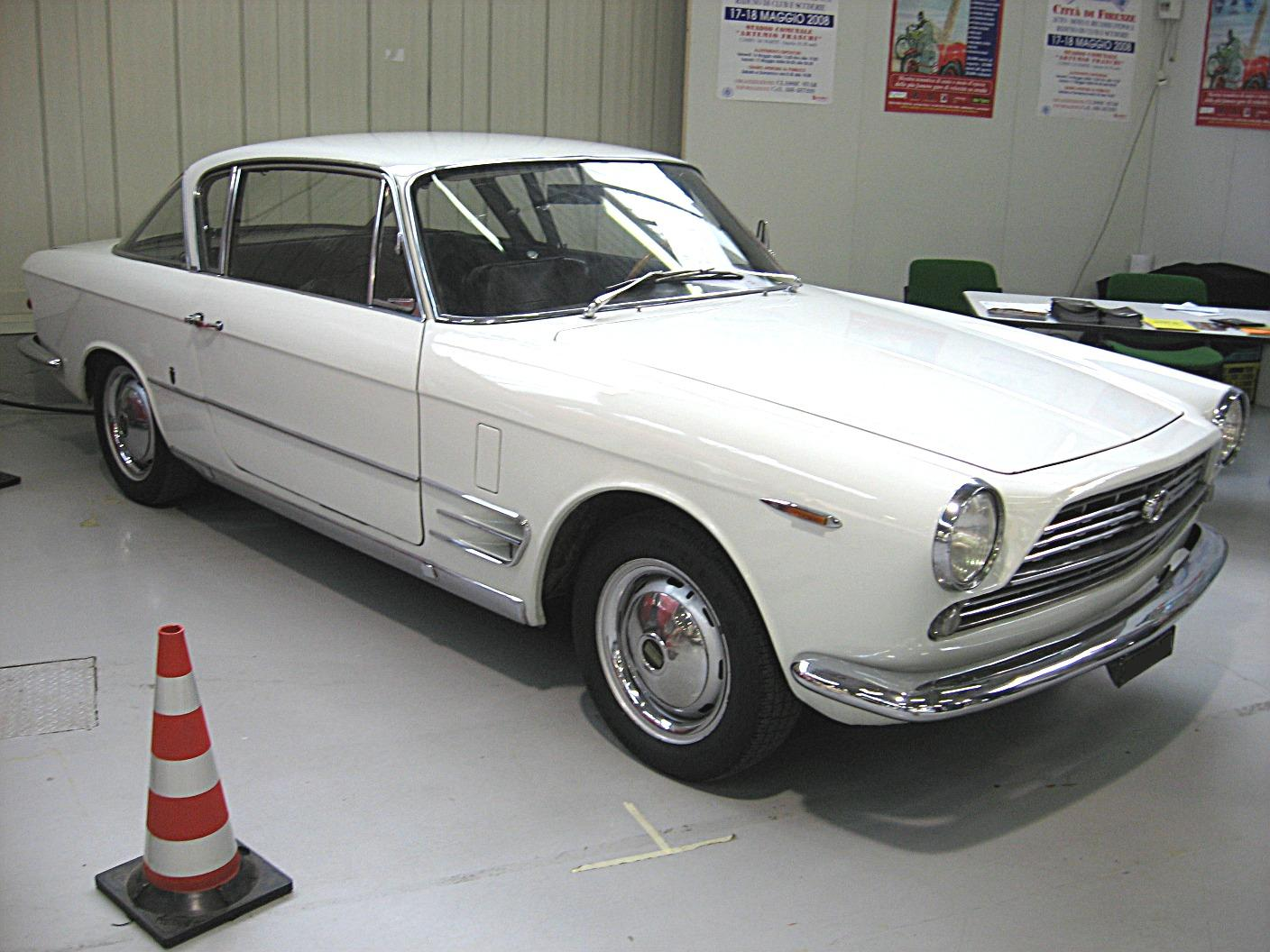
Fiat 2300 S Coupé 1ª Serie
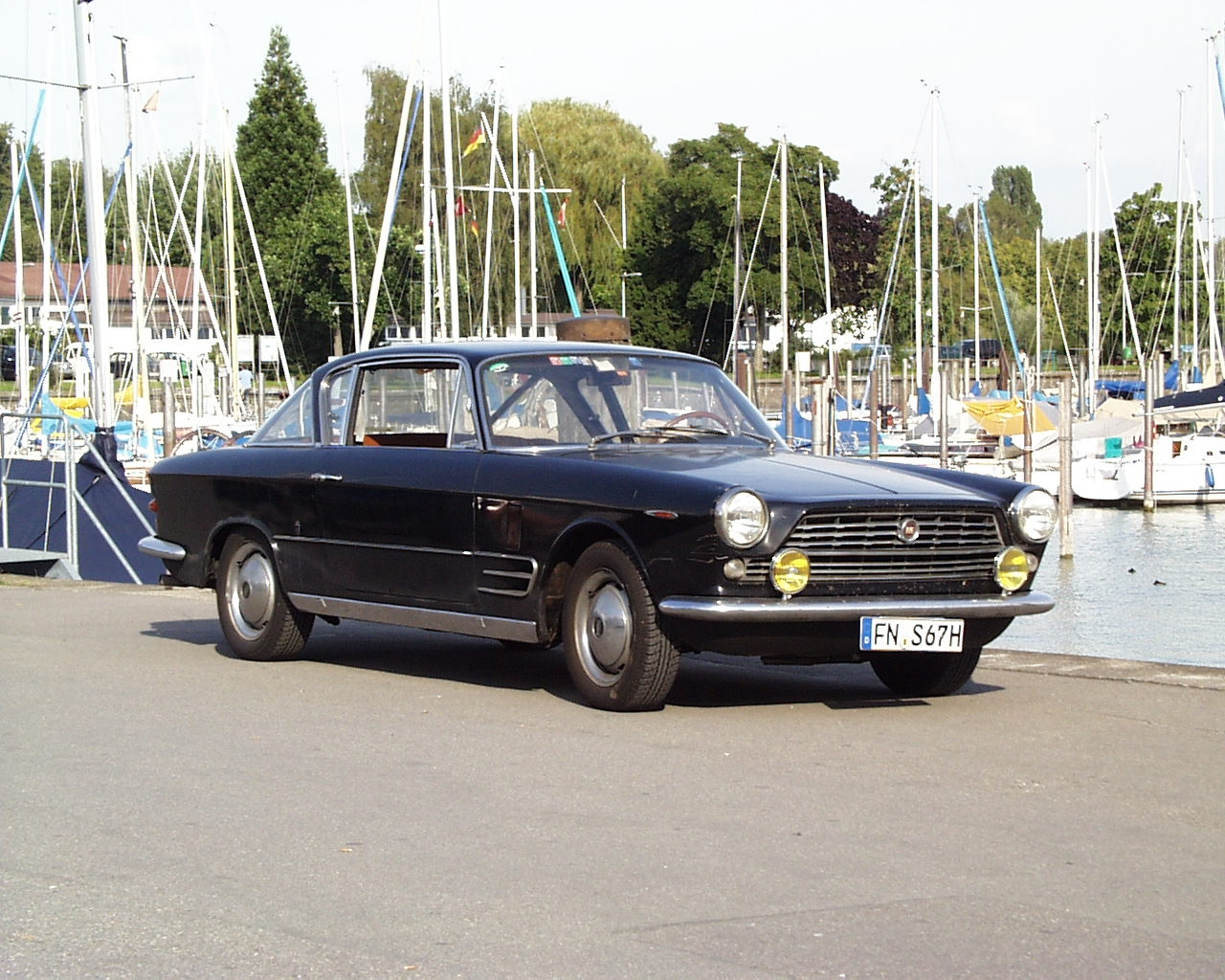
Fiat 2300 S Coupe 2ª Serie
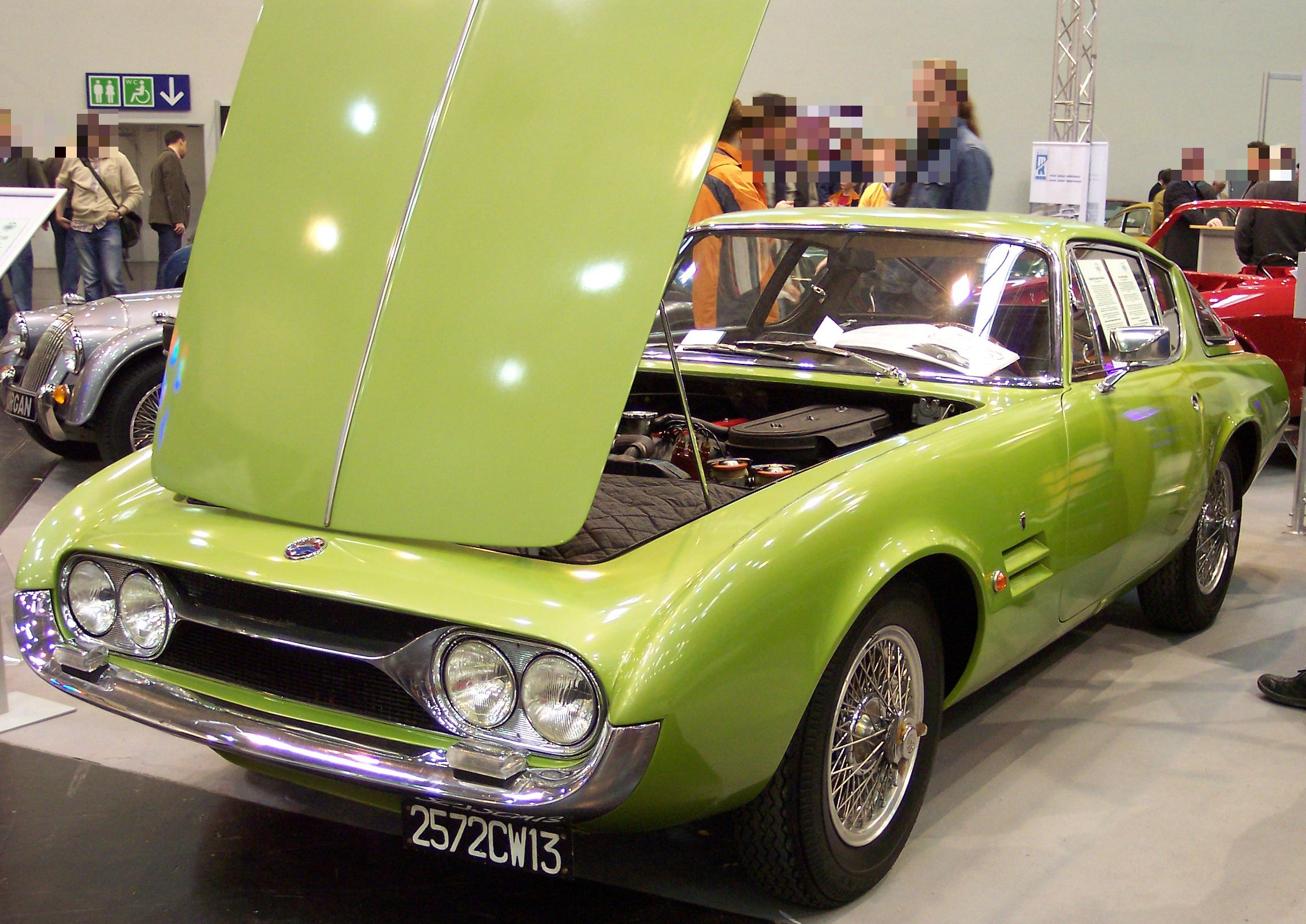
Ghia-Fiat G230S basado en el Fiat 2300 S